# HNK Drinovci
HNK Drinovci su nogometni klub iz sela Drinovaca kod Gruda.

## Povijest
2003. mjenjaju ime iz NK Boljava u sadašnje ime. Najveći uspjeh kluba je igranje u polufinalu kupa BiH u sezoni 2003./04. kad su redom izacivali: FK Sarajevo (2:1), HNK Orašje (1:0, 1:2) i FK Sloboda Novi Grad (0:2, 5:1). U polufinalu je od Drinovaca bolji bio kasniji osvajač kupa FK Modriča Maxima (0:1, 0:1).
Sezone 2008./09. istupaju iz Prve lige FBiH, te se umjesto u županijskoj nastavljaju natjecati u Drugoj federalnoj ligi – Jug. Prije početka sezone 2010./11. istupaju i iz Druge lige te se natječu u MŽL HBŽ i ZHŽ. U proljetnom dijelu sezone 2012./13. odustaju od natjecanja u međužupanijskoj ligi.  Od sezone 2015./16. ponovno su aktivni u seniorskom nogometu. U sezoni 2020./21. postaju prvaci Međužupanijske lige, isti uspjeh ponavljaju i sljedeće sezone. Treći naslov prvaka MŽNL osvajaju u sezoni 2023./24.
Klub ima mlađe uzrasne kategorije.

## Pregled plasmana po sezonama
| Sezona    | Rang | Liga                          | Plasman | Izvori |
| --------- | ---- | ----------------------------- | ------- | ------ |
| 2017./18. | IV.  | Međužupanijska liga HBŽ i ZHŽ | 2.      | [ 2 ]  |
| 2018./19. | IV.  | Međužupanijska liga HBŽ i ZHŽ | 2.      | [ 3 ]  |
| 2019./20. | IV.  | Međužupanijska liga HBŽ i ZHŽ | 2.      | [ 4 ]  |
| 2020./21. | IV.  | Međužupanijska liga HBŽ i ZHŽ | 1.      | [ 5 ]  |
| 2021./22. | IV.  | Međužupanijska liga HBŽ i ZHŽ | 1.      | [ 6 ]  |
| 2022./23. | IV.  | Međužupanijska liga HBŽ i ZHŽ | 3.      | [ 7 ]  |
| 2023./24. | IV.  | Međužupanijska liga HBŽ i ZHŽ | 1.      | [ 8 ]  |
| 2024./25. | IV.  | Međužupanijska liga HBŽ i ZHŽ | 1.      |        |

## Nastupi u Kupu BiH
2003./04.
- šesnaestina finala: HNK Drinovci – FK Sarajevo (I) 2:1
- osmina finala: HNK Drinovci – HNK Orašje (I) 1:0, 1:2
- četvrtina finala: FK Sloboda Novi Grad (II) – HNK Drinovci 2:0, 1:5
- polufinale: FK Modriča Maxima (I) – HNK Drinovci 1:0, 1:0

2007./08.
- šesnaestina finala: FK Leotar Trebinje (I) – HNK Drinovci 4:1

## Poznati bivši igrači
- Ivan Krstanović
- Joško Španjić[11]